# Південні Сандвічеві острови
П́івденні С́андвічеві остров́и (англ. South Sandwich Islands) — субантарктичний архіпелаг, розташований в Південній Атлантиці на відстані 570 км на південний схід від Південної Георгії, що складається з 11 невеликих островів вулканічного походження і безлічі дрібних острівців і скель. Архіпелаг, район якого іноді відносять до Південного океану, є східним кордоном моря Скоша.

## Загальні відомості
Південні Сандвічеві острови займають площу 310 км², складені в основному молодими вулканічними породами. Найвища точка — гора Белінда (1372 м) на Монтегю, найбільшому острові архіпелагу. Острови гористі, площа суші 280 км², постійно вкриті снігом і льодовиками. Архіпелаг розташований уздовж Південно-Сандвічевого жолоба і є частиною Південно-Антильського хребта.
Клімат субантарктичний, погода вітряна, похмура з частими опадами протягом усього року. Температура протягом року — близько 0 °C. Квіткові рослини не поширені, здебільшого зростають — мохи та лишайники.
На островах — колонії птахів (у тому числі й пінгвінів), ліговиська тюленів.
Постійного населення немає, влітку острови відвідують наукові експедиції.

## Історія
Хто саме першим відкрив архіпелаг, достеменно невідомо. Перше дослідження датоване 1775 роком під час експедиції Дж. Кука, який назвав їх Землею Сандвіча на честь Першого лорда Адміралтейства. У 1819 році острови були досліджені експедицією Лазарєва-Беллінсгаузена.
З 1908 року острови оголошені частиною Великої Британії у складі колонії Південна Георгія і Південні Сандвічеві острови. Аргентина пред'являє територіальні претензії на острови, але разом з Фолклендами і Південною Георгією (ніколи окремо).